# NGC 7430
NGC 7430 (другие обозначения — PGC 70106, MCG 1-58-17, ZWG 405.19, ARAK 571) — галактика в созвездии Пегас.
Этот объект входит в число перечисленных в оригинальной редакции «Нового общего каталога».